# Гердъю (приток Щугора)
Гердъю — река в России, протекает в округе Вуктыл Республики Коми. Устье реки находится в 118 км по левому берегу реки Щугор. Длина реки составляет 27 км.
Река берёт начало в холмах западных предгорий Приполярного Урала примерно в 8 км к юго-западу от горы Гердъю (307 м НУМ). Течёт в верхнем течении на северо-восток, затем поворачивает на восток. Всё течение проходит по ненаселённой холмистой тайге на территории национального парка Югыд Ва.
Ширина реки в верховьях около 5 метров, в среднем и нижнем течении около 15 — 20 метров, скорость течения у устья 1,0 м/с
Впадает в Щугор у скалистых выходов неподалёку от места где Щугор пересекает Сибиряковский тракт.

## Данные водного реестра
По данным государственного водного реестра России относится к Двинско-Печорскому бассейновому округу, водохозяйственный участок реки — Печора от водомерного поста у посёлка Шердино до впадения реки Уса, речной подбассейн реки — бассейны притоков Печоры до впадения Усы. Речной бассейн реки — Печора.
Код объекта в государственном водном реестре — 03050100212103000062439.